# Jarosława Jóźwiakowska
Jarosława Jóźwiakowska-Bieda (née le 20 juin 1937 à Poznań) est une athlète polonaise spécialiste du saut en hauteur. Licenciée à l'AZS-AWF Gdańsk puis à l'AZS Kraków, elle mesure 1,67 m pour 59 kg.

## Carrière

### Palmarès
| Date | Compétition           | Lieu     | Résultat | Performance |
| ---- | --------------------- | -------- | -------- | ----------- |
| 1959 | Universiade d'été     | Turin    | 3e       | 1,61 m      |
| 1960 | Jeux olympiques d'été | Rome     | 2e       | 1,71 m      |
| 1964 | Jeux olympiques d'été | Tokyo    | 10e      | 1,71 m      |
| 1966 | Championnats d'Europe | Budapest | 3e       | 1,71 m      |

### Records
| Épreuve         | Performance | Lieu | Date |
| --------------- | ----------- | ---- | ---- |
| Saut en hauteur | 1,75 m      |      | 1964 |